# ری کگریس
ری کگریس (به انگلیسی: Ray Kegeris) (زادهٔ ۱۰ سپتامبر ۱۹۰۱) شناگر اهل ایالات متحده آمریکا است.